# Eupithecia infulata
Eupithecia infulata là một loài bướm đêm trong họ Geometridae.